# Tundra

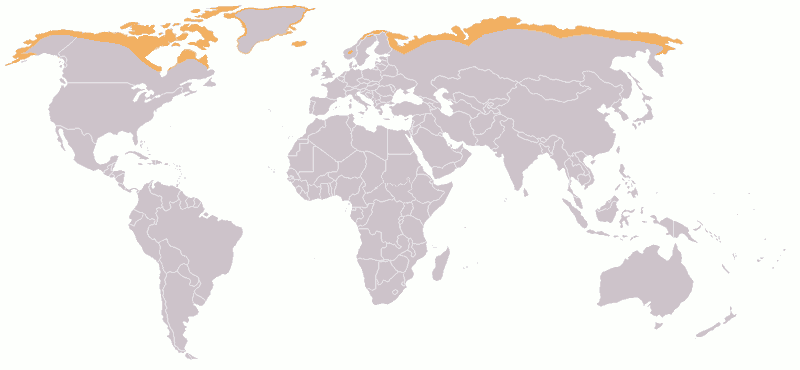
     Zasięg tundry
Tundra (fiń. tunturi – „łysa góra”) – bezdrzewna formacja roślinna kształtująca się w zimnych klimatach stref arktycznej i subarktycznej na półkuli północnej Ziemi. Charakteryzuje się występowaniem gleb tundrowych, stale zamarzniętym podglebiem i bardzo niską pokrywą roślinną, zdominowaną przez mchy i porosty. Wyróżnia się cztery podstawowe typy tundry (w kolejności z południa na północ): lasotundra, tundra krzewinkowa, tundra mszysto-porostowa, tundra arktyczna (pustynia polarna). Ze względu na przejściowy charakter skrajnych stref mianem tundry właściwej (prawdziwej) określa się jej postacie krzewinkową i mszysto-porostową, czasem też włącza się tundrę arktyczną. Od południa tundra sąsiaduje z lasami borealnymi (tajgą), a od północy z pustyniami lodowymi. Na obszarach górskich strefy borealnej wyróżnia się specyficzną tundrę górską, a na półkuli południowej – tundrę subantarktyczną.

## Położenie

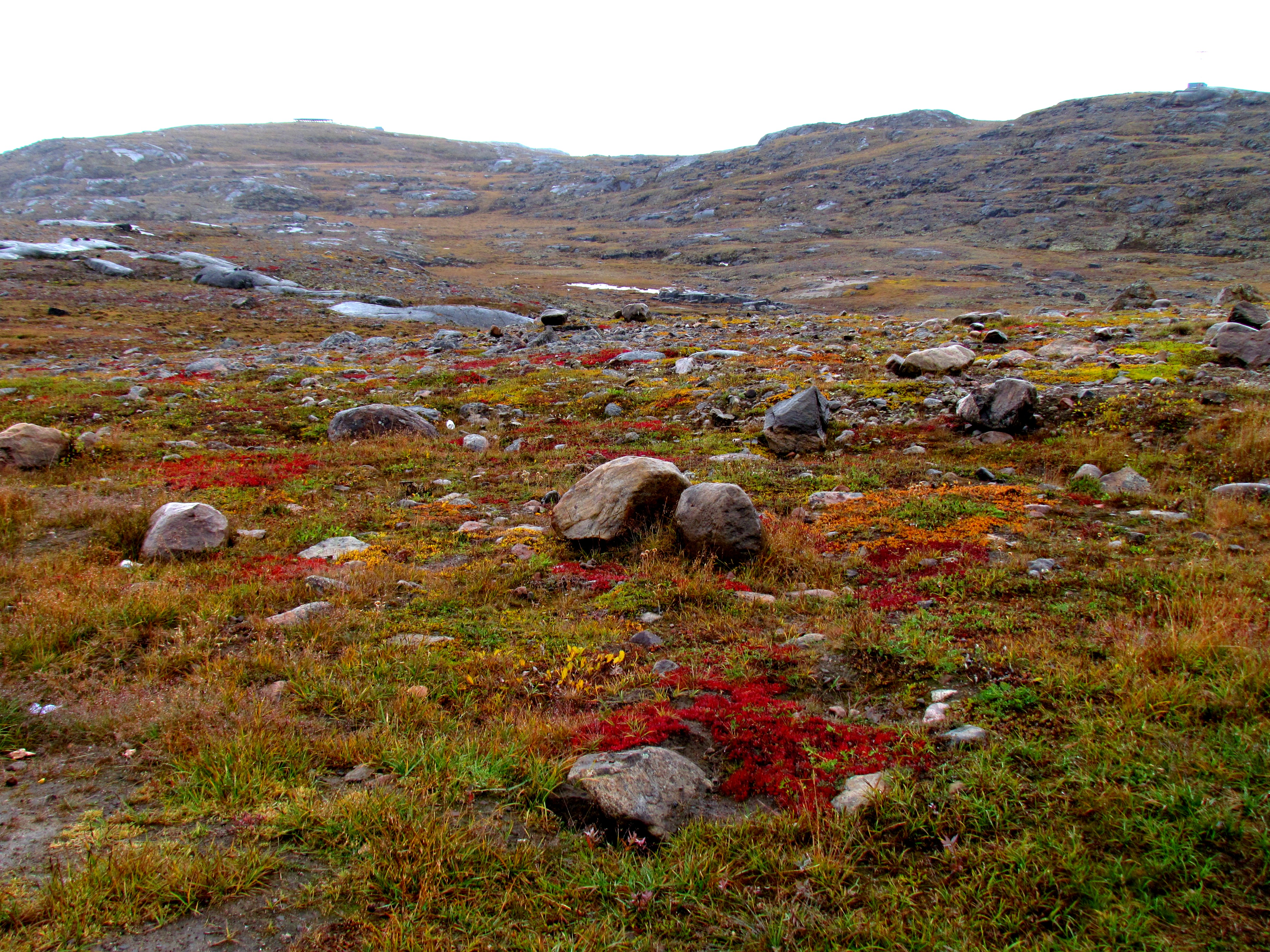
Tundra w kanadyjskim Nunavut

Tundra tworzy pas zajmujący najbardziej na północ wysunięte obszary Europy, Azji i Ameryki Północnej okalając Ocean Arktyczny i pokrywając wolne od lądolodu wyspy Arktyki. Najdalej na południe sięga 55° szerokości geograficznej północnej w Ameryce Północnej. W Eurazji schodzi poniżej koła podbiegunowego w rejonie wybrzeży Zatok Mezeńskiej oraz Obskiej i wzdłuż wybrzeża Morza Ochockiego, sięgając ok. 60° szerokości geograficznej północnej.
Strefę dzieli się na dwa obszary – eurazjatycki i kanadyjski. Pierwszy rozciąga się na północy Eurazji na obszarze ponad 3 milionów km², od półwyspu Kolskiego po Czukocki. Obszar kanadyjski rozciąga się od cieśniny Beringa po Labrador, obejmuje także wybrzeża Grenlandii i wyspy Archipelagu Arktycznego. Nieco izolowana formacja tundrowa wykształca się także na Islandii.

## Warunki geograficzno-klimatyczne i glebowe

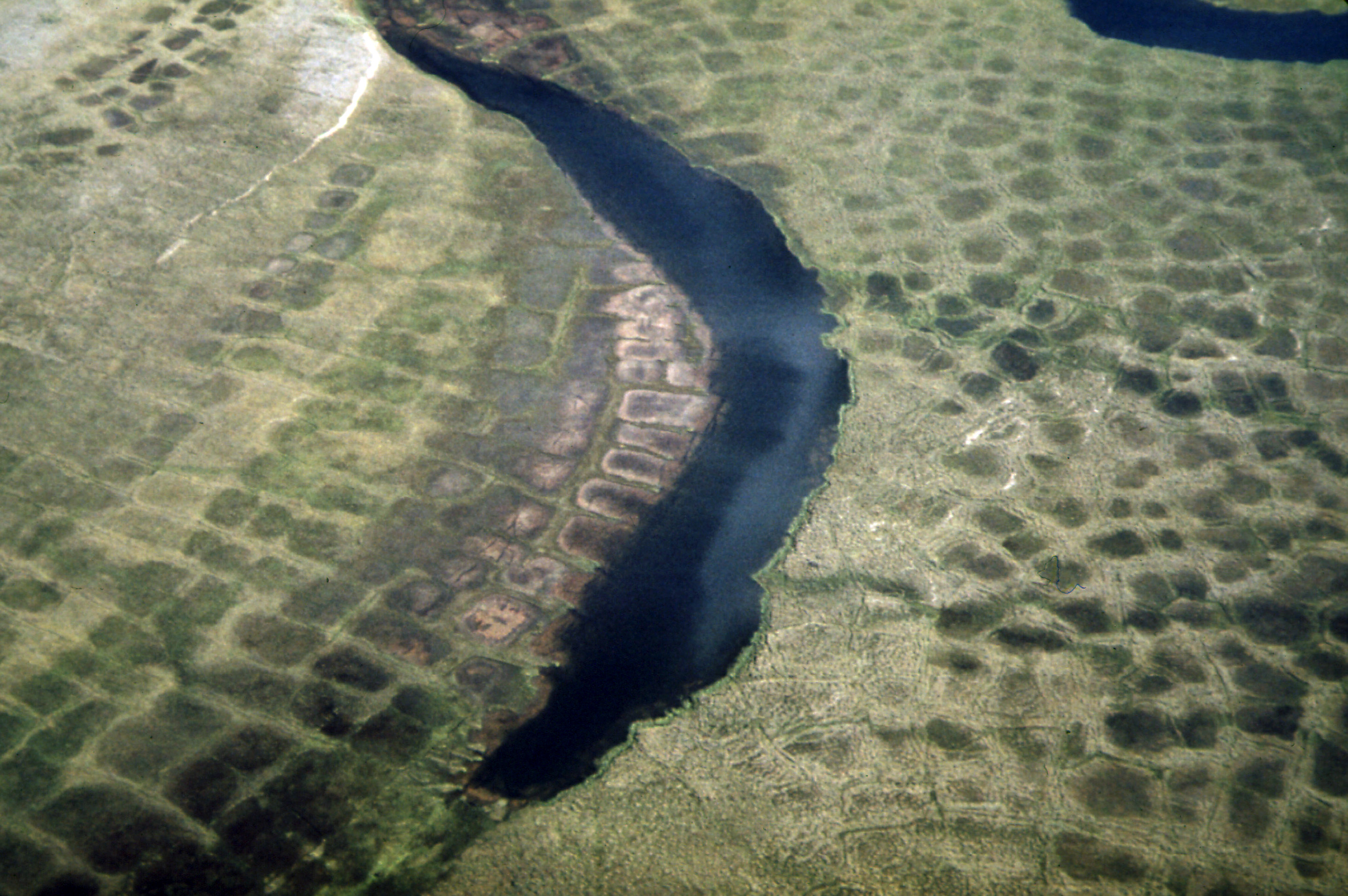
Gleby poligonalne w tundrze na Alasce

Południowa granica tundry zbliżona jest do przebiegu izotermy lipca wynoszącej 10 °C. Na zróżnicowanie warunków termicznych wpływa odległość obszarów morskich, które łagodzą temperatury w strefie wybrzeży, podczas gdy wewnątrz lądu różnice temperatur są większe i zwłaszcza zimą temperatury bardzo mocno spadają. Łagodząco na warunki termiczne tundry europejskiej działa Prąd Zatokowy na Atlantyku, a na wschód od Kołymy – Ocean Spokojny. Najsilniejsze cechy kontynentalne, tj. największe różnice temperatur w porze letniej i zimowej występują w klimacie tundry syberyjskiej. Liczba dób z temperaturą powyżej zera wynosi w obrębie strefy od 55 do 188. Także opady są podobnie zróżnicowane, przy czym spadają w miarę oddalania się od wybrzeży. W całej strefie tundry wynoszą zwykle od 150 do 300 mm rocznie. Te relatywnie niewielkie ilości wystarczają by w formacji ogromną powierzchnię zajmowały gleby wilgotne i bagienne, czego powodami są bardzo słabe parowanie i transpiracja oraz niemożność wsiąkania wody w wieczną zmarzlinę. Opady mają postać najczęściej mżawki, rzadko występują deszcze ulewne. Największe opady występują w drugiej połowie lata, najmniejsze w lutym–marcu.
W czasie zimy trwa noc polarna i występuje zjawisko zorzy polarnej. Zima jest bardzo mroźna – temperatury dochodzą do −50 °C. Pokrywa śnieżna nie jest zbyt gruba (20–50 cm), a z powodu silnych wiatrów (osiągających często prędkość 30 m/s) dodatkowo bywa często zwiewana. Brak okrywy śnieżnej w warunkach bardzo znacznych spadków temperatur istotnie ogranicza w wielu miejscach możliwości rozwoju pokrywy roślinnej. Śniegi topią się w okresie wiosennym, który następuje w końcu maja i na początku czerwca. Okres wegetacyjny trwa w tej formacji od 3,5 miesiąca na południu do 1,5 miesiąca na północy (w okresie między lipcem i wrześniem). 
Z powodu niskiego położenia Słońca nad horyzontem światła jest niewiele, co częściowo kompensuje dłuższy dzień polarny.
Z powodu niskich temperatur i obecności płytko położonej wiecznej zmarzliny w tundrze bardzo wolno przebiega proces glebotwórczy. Gleby są w efekcie słabo wykształcone i płytkie. Charakterystyczne dla tego obszaru są gleby poligonalne, natomiast mimo bardzo dużej wilgotności i częstych zabagnień bardzo mała produkcja fitomasy sprawia, że niewiele jest gleb torfowych. Rozmarzanie wierzchniej warstwy gruntu z wieczną zmarzliną poniżej prowadzi do zjawiska soliflukcji – powolnego spełzania stoków luźnych gleb i skał.
Gleby rozmarzają latem na różną głębokość w zależności od ich typu (przewodności cieplnej): piaszczyste do ok. 1,5 m, gliniaste do 1,25 m, a torfiaste tylko do 0,4 m.

## Szata roślinna

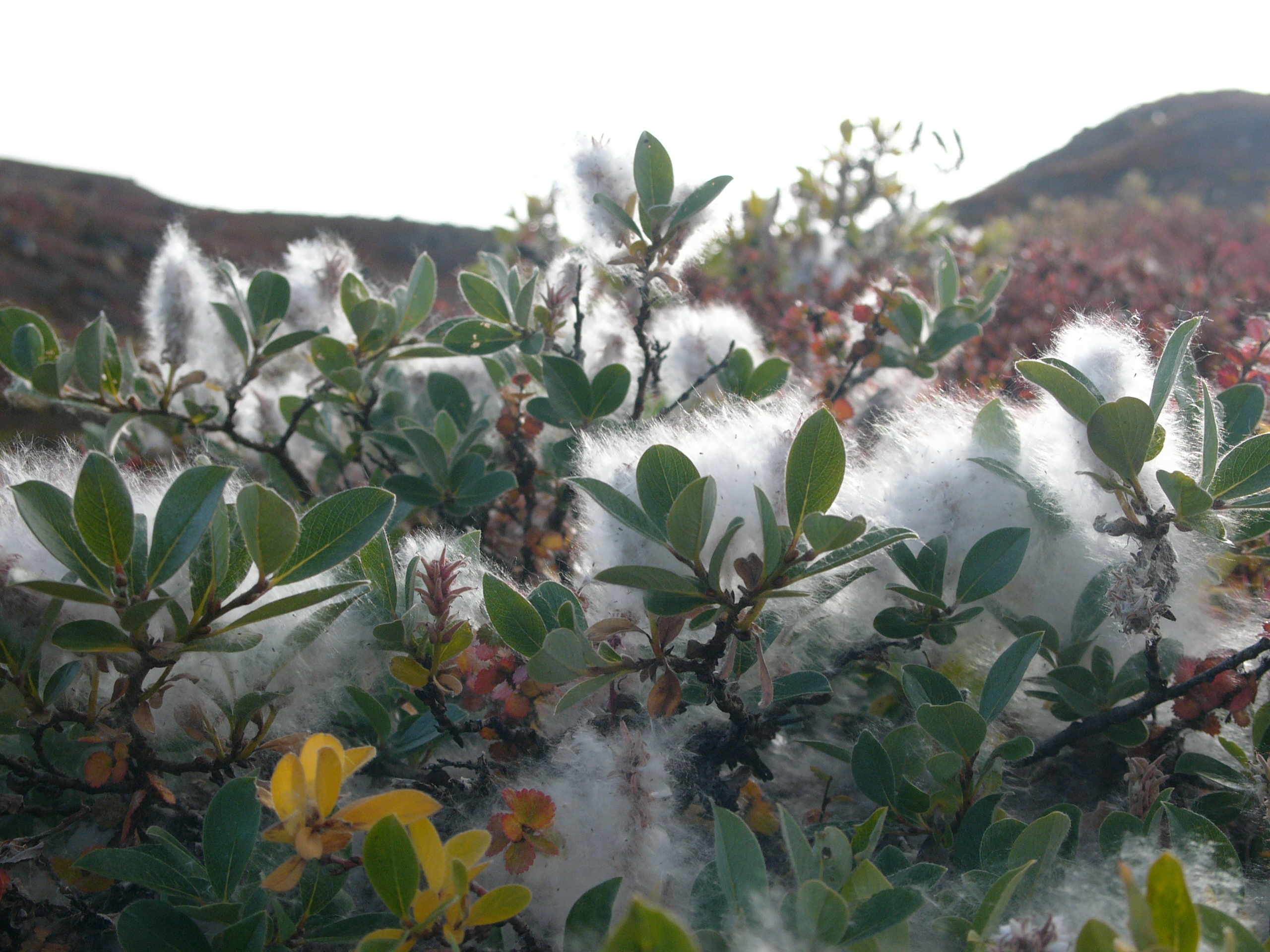
Owocująca wierzba karłowata Salix glauca na Grenlandii

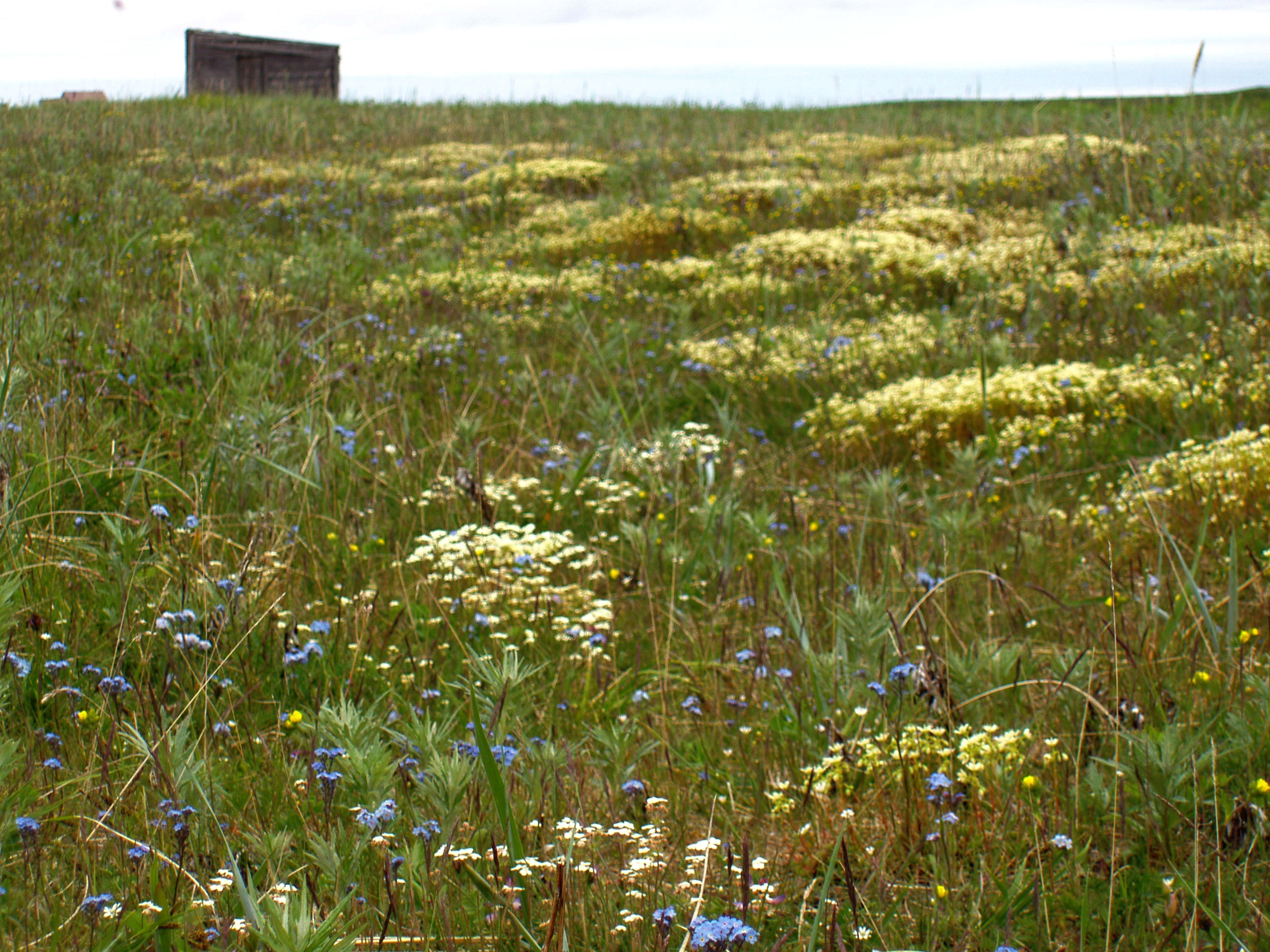
Kwitnąca latem tundra nad Morzem Czukockim

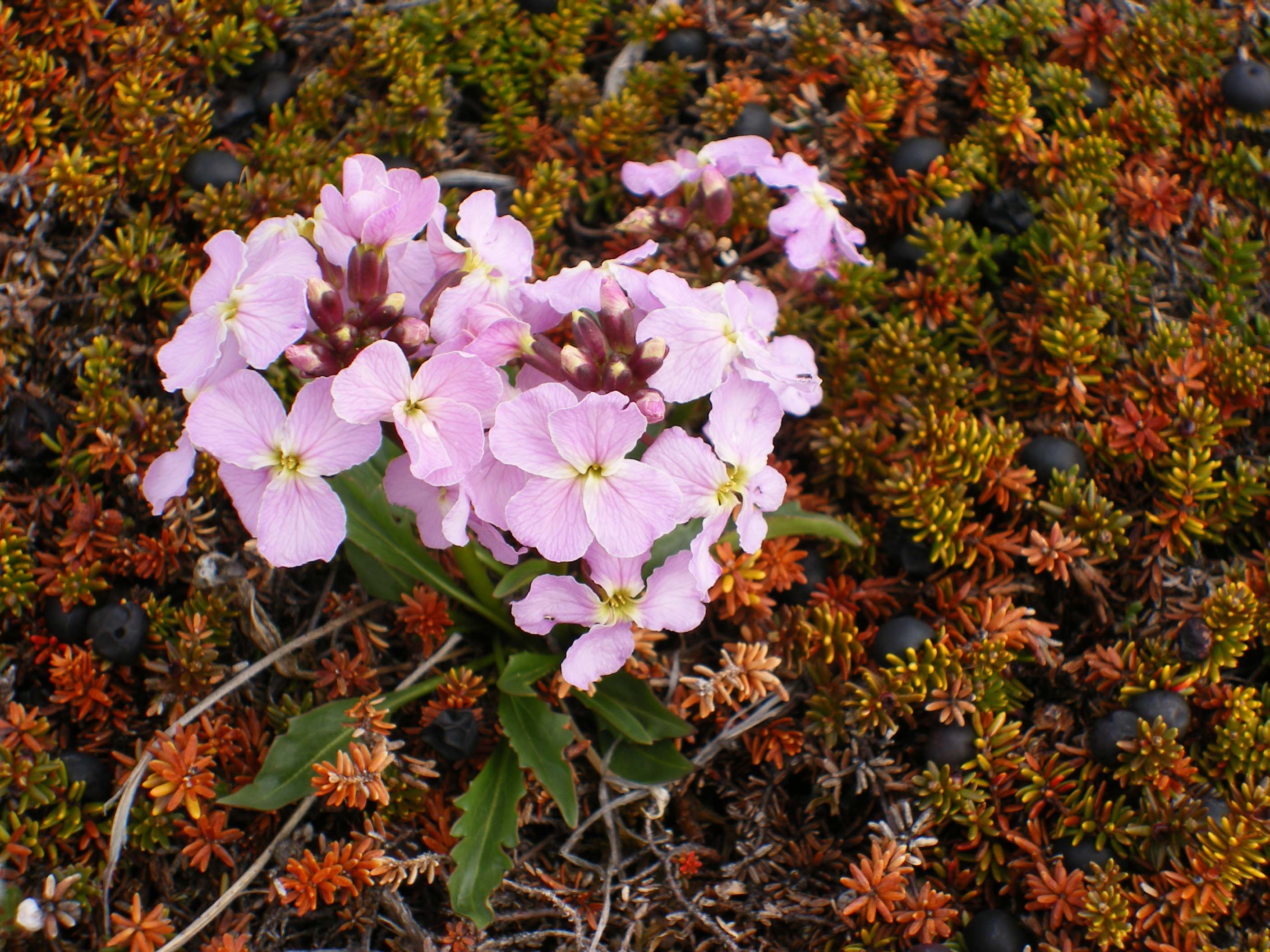
Kwitnąca Parrya nudicaulis w gęstej macie bażyny czarnej

Świat roślin tundry jest bardzo ubogi i mało zróżnicowany – wiele gatunków ma zasięg cyrkumpolarny (wokółbiegunowy). Stosunkowo największa różnorodność gatunkowa występuje na obszarach, które w plejstocenie nie zostały pokryte lądolodem – takich jak wschodnia Syberia. We florze roślin naczyniowych, liczącej w sumie ok. 300 gatunków, dominują gatunki wieloletnie o karłowym wzroście i charakterystyczny dla niej jest duży udział krzewinek o pokroju poduszkowym i szpalerowym (pędy przywarte do podłoża). Bardzo rzadkie są rośliny jednoroczne (np. Koenigia islandica, pojedyncze gatunki z rodzajów zdrojek, goryczka, gnidosz). Prawie zupełnie brak roślin cebulowych i kłączowych. Największą rolę w krajobrazie tundry właściwej odgrywają mchy i porosty, których występuje ok. 800 gatunków. W miejscach eksponowanych, gdzie wiatr wywiewa zimą pokrywę śnieżną, występują wyłącznie mchy i porosty. Uderzenia wiatru, niosącego drobiny lodu i śniegu, są istotnym czynnikiem mechanicznym, wpływającym na kształtowanie się roślinności niskiej i zwartej. Liczne gatunki mają grube, spichrzowe korzenie. Poszczególne rośliny często są długowieczne, nawet zielne osiągają wiek 100 lat, a w przypadku krzewinek – 200 lat. Znamienną cechą roślin tundry jest wytwarzanie wielkiej liczby kwiatów, często okazałych i jaskrawo zabarwionych.
Krótki okres wegetacyjny sprawia, że pąki kwiatowe zawiązują się często w jednym roku, a rozwijają na początku lata roku następnego. Tak jest na przykład u połowy gatunków występujących we florze Grenlandii. We florze tundry występują też tzw. gatunki aperiodyczne rozwijające się przez wiele lat i przerywające rozwój w dowolnym momencie. Przykładowo u Braya humilis (kapustowate) pąki kwiatowe mogą powstać dwa lata przed kwitnieniem i mogą zakwitać zarówno na początku okresu wegetacyjnego jak i później.
Nasiona roślin tundrowych są drobne (u 75% gatunków masa nasiona jest mniejsza niż 1 mg) i u większości (84% gatunków) rozprzestrzeniane przez wiatr. U 10% gatunków nasiona przenoszone są przez wodę. Rośliny zawiązujące jagody występują tylko w lasotundrze. U 1,5% gatunków (różne wiechlinowate, gatunki z rodzajów rdest, gwiazdnica i rogownica) występuje żyworodność – nasiona kiełkują jeszcze na roślinach macierzystych.
Istotną rolę dla kształtowania siedlisk zajmowanych przez rośliny odgrywają zwierzęta. Gryzonie i stada żerujących ptaków wodno-błotnych zgryzają rośliny, odsłaniając nagą ziemię. Na nagiej glebie powstawać może zwarta pokrywa mszysta, ewentualnie miejsca silnie nawożone odchodami ptaków zasiedlane są przez rośliny azotolubne z takich rodzajów jak: gwiazdnica, wielosił, niezapominajka, mak, różeniec i głodek. Niedostatek azotu w glebie jest jednym z czynników wpływających w istotny sposób na rozwój pokrywy roślinnej, w skrajnych przypadkach ograniczając ją do mchów i porostów. Pewien udział we florze tundry mają gatunki z rodziny bobowatych (siekiernica, ostrołódka, traganek) tworzące brodawki korzeniowe, w których dzięki symbiozie z bakteriami wiążą azot atmosferyczny. Zbierające się jesienią w wielkie stada renifery powodują w miejscach żerowania ustępowanie krzewinek i porostów, sprzyjając tworzeniu się trawiastych muraw ze śmiałkiem i wiechliną.
Wielkość fitomasy tundry jest zbliżona do pustyń i wynosi od 50 ton na hektar na południu strefy do 2,5 ton na północy. Średniorocznie produkcja fitomasy wynosi 1,5 ton na hektar, a maksymalna nie przekracza 3 t/ha.

## Świat zwierząt

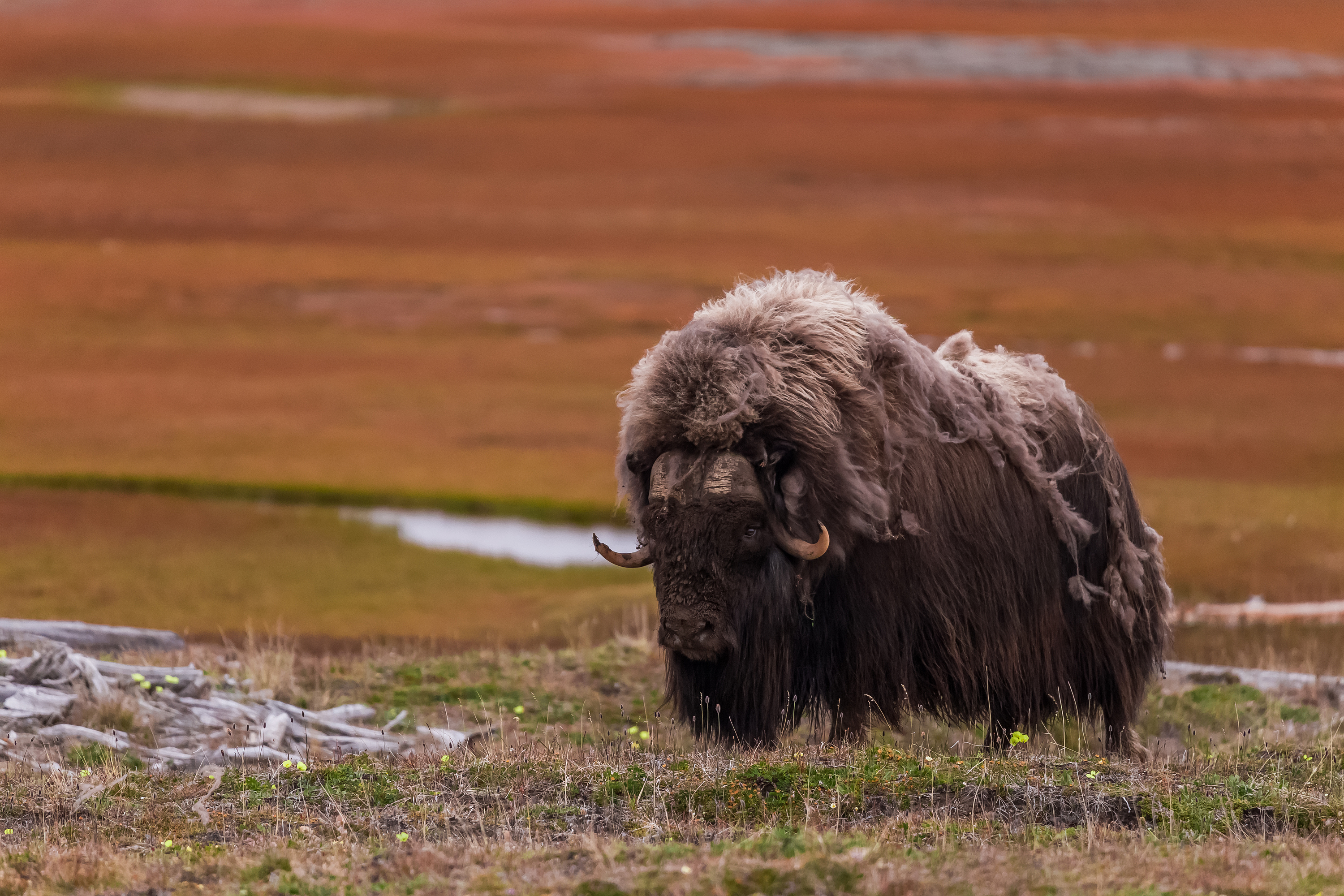
Piżmowół arktyczny

Około 90% biomasy zwierząt występujących w tundrze stanowią bezkręgowce, przy czym na pierwszym miejscu pod tym względem znajduje się skąposzczet z rodzaju Eisenia – E. nordenskioldi. W przypowierzchniowej warstwie gleby występują także larwy koziułkowatych Tipulidae i innych muchówek Diptera, skoczogonki Collembola, mechowce Oribatida, nicienie Nematoda i orzęski Ciliata. W wodzie rozwijają się liczne komarowate Culicidae. Do owadów zapylających należą najczęściej muchówki (bzygowate, muchowate, śmietkowate), rzadziej trzmiele Bombus. Surową zimę bezkręgowce tundry spędzają w stanie anabiozy.
Do charakterystycznych ssaków tundry należą lemingi, przy czym występują też inne gryzonie, np. norniki. Co 3–5 lat gryzonie mnożą się masowo powodując niszczenie pokrywy roślinnej na dużych obszarach (jeden leming ważący 50 g spożywa w ciągu roku do 50 kg pokarmu roślinnego) i eksplozję demograficzną polujących na nie lisów polarnych i puchaczy śnieżnych. Lemingi żerują zimą pod pokrywą śnieżną, ale większe ssaki takie jak renifer tundrowy i ptaki – migrują w tym czasie na południe. Wielkim roślinożercą pochodzącym z tundry kanadyjskiej, ale introdukowanym w różnych obszarach Arktyki jest piżmowół arktyczny.
Do pospolitych latem ptaków w tundrze eurazjatyckiej należą: poświerka zwyczajna, świergotek rdzawogardły, śnieguła zwyczajna i górniczek zwyczajny. Charakterystyczne dla tej strefy są pardwa mszarna i górska. Masowo do lęgów przystępują ptaki wodno-błotne, jak: łabędzie, gęsi z rodzajów Anser i Branta, kaczki i biegusy. Na obszarach nadmorskich masowo występują nurzyki i mewa trójpalczasta, którym towarzyszą m.in. maskonury, nurniki, wydrzyki. Drapieżniki reprezentowane są przez myszołowa włochatego, sokoła wędrownego i inne sokoły, puchacza śnieżnego.
Do największych drapieżników należą niedźwiedź polarny, lis polarny (piesiec) i wilk szary.
Brak w faunie tundry gadów i płazów.

## Zróżnicowanie

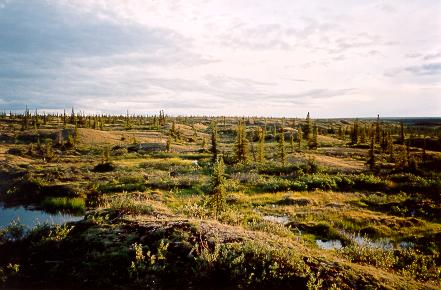
Krajobraz lasotundry w Parku Narodowym Tuktut Nogait

### Lasotundra
Lasotundra tworzy strefę przejściową między bezdrzewną tundrą właściwą i tajgą, w której zbiorowiska roślinne typowe dla obu tych stref przenikają się wzajemnie tworząc makromozaikę. W jej obrębie przebiega granica drzew. W południowej części lasotundry dominują lasy, w obrębie których pojawiają się polany, zwłaszcza w miejscach wyżej położonych, na eksponowanych wzniesieniach i stokach. Im dalej na północ tym udział terenów otwartych się zwiększa, a maleją powierzchnia i zwarcie lasów. W północnej części lasotundry drzewa rosną pojedynczo i w niewielkich kompleksach. Im dalej na północ drzewa rosną nie tylko rzadziej, ale też z powodu trudnych warunków rozwoju mają pokrój krzaczasty i określane są mianem krzywulców, tworząc tzw. tundrę krzewiastą. Tereny bezleśne w obrębie lasotundry pokrywa głównie tundra krzewinkowa.

### Tundra właściwa

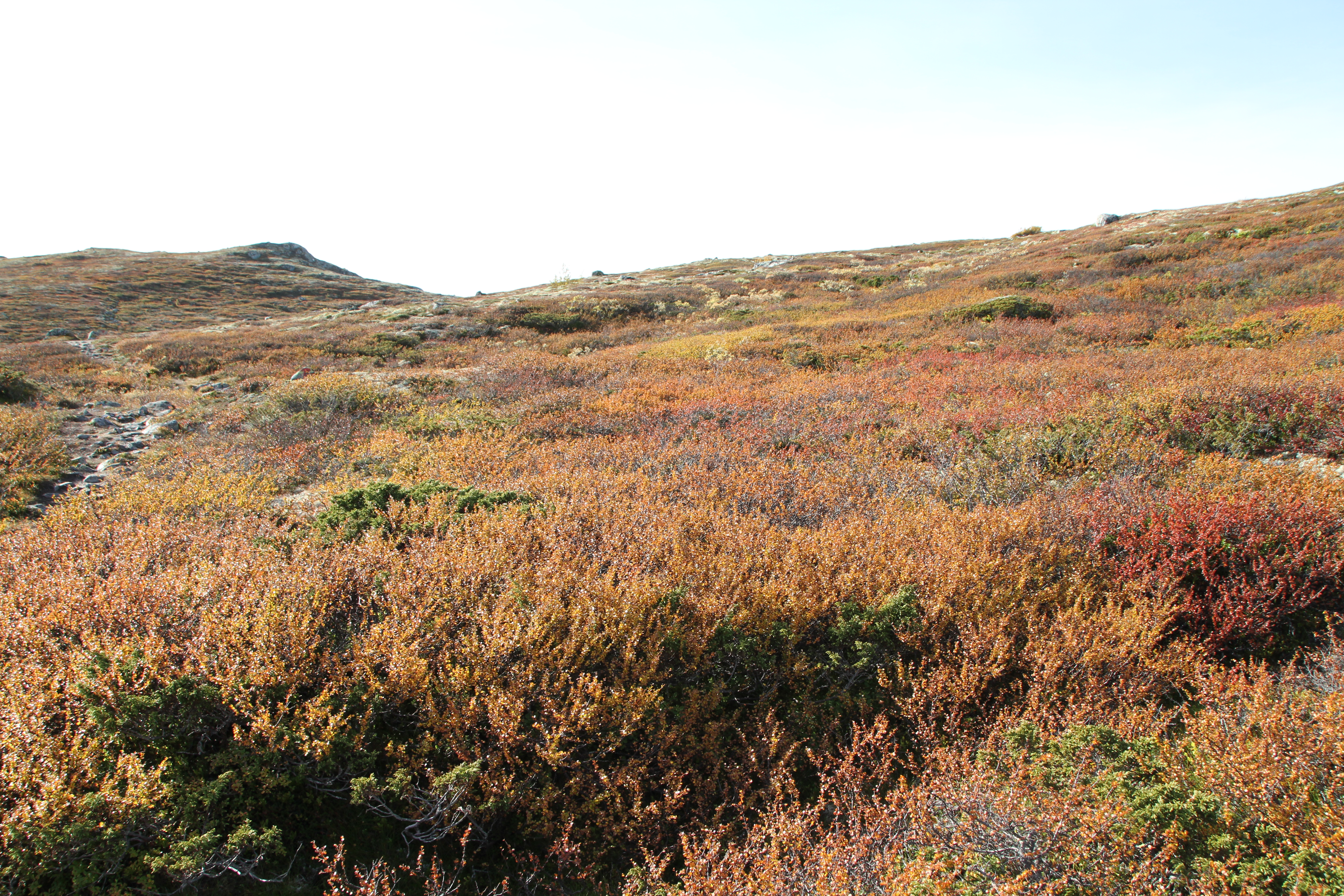
Tundra krzewinkowa z brzozą karłowatą

Tundra krzewinkowa związana jest z obszarami o stosunkowo łagodniejszym klimacie, znajdującymi się pod wpływem oceanicznym i tworzącymi pas w południowej części tundr właściwych. Roślinność składa się w niej z trzech warstw, górną tworzą wyższe krzewinki, środkową – niższe wraz z roślinami zielnymi i dolną – mchy i porosty. W wyższej warstwie przekraczającej nad rzekami 1,5 m wysokości, poza tym jednak znacznie niższej, w zachodniej części tundry eurazjatyckiej dominuje brzoza karłowata Betula nana, a na wschód od Jeniseju – jej podgatunek B. nana subsp. exilis. Obficie zwykle rosną; bagno zwyczajne Rhododendron tomentosum, borówka bagienna Vaccinium uliginosum oraz karłowate wierzby – Salix glauca i Salix pulchra. Przy rzekach rosną też bardziej okazałe gatunki jak wierzba lapońska Salix lapponum i Salix lanata. Niższą warstwę budują takie gatunki jak: turzyca tęga Carex bigelowii, bażyna czarna Empetrum nigrum, borówka brusznica Vaccinium vitis-idaea, kostrzewa niska Festuca airoides, miejscami liczne są takie gatunki jak: Phyllodoce caerulea, kasjopeja czworogroniasta Cassiope tetragona i Diapensia lapponica. W miejscach suchych dominować mogą efektowne rośliny zielne, takie jak: fiołek dwukwiatowy Viola biflora, Ranunculus borealis, niezapominajka alpejska Myosotis alpestris, skalnica zwisła Saxifraga cernua i różne gatunki głodków Draba. Warstwę najniższą tundry krzewinkowej tworzą mchy (głównie z rodzajów próchniczek Aulacomnium, sierpowiec Drepanocladus i gajnik Hylocomium) oraz porosty z rodzajów chrobotek Cladonia i płucnica Cetraria.
Struktura roślinności tundry krzewinkowej wykształca się specyficznie w obrębie tzw. tundry drobnokępowej. Karłowe brzozy i wierzby porastają w niej wzniesienia z torfu osiągające ok. 20–75 cm wysokości, pomiędzy którymi rosną pozostałe krzewinki i rośliny zielne. Na równinnych, suchych obszarach z gliniastymi glebami poligonalnymi rośliny porastają niewielkie wały ziemne (tzw. waliki) tworzące się wokół płaskich, kolistych, czworo- lub pięciokątnych, gliniastych i łysych powierzchni, tzw. komórek. Często całą powierzchnię między walikami pokrywa warstwa mchów z rodzajów mokradłosz Calliergon i sierpowiec Drepanocladus, czasem z luźno rosnącymi turzycami, wełniankami i trawą Dupontia fisheri. Od komórek tych tundra taka zwana jest „komórkową” lub poligonalną. Rozległe płaty z kępami wełnianki pochwowatej Eriophorum vaginatum, czasem z domieszką turzyc, zwane są tundrą kępkową.
W obszarze tundry kanadyjskiej warstwę wyższych krzewinek także buduje brzoza karłowata, a towarzyszą jej zwykle: Betula glandulosa, Salix alaxensis i Salix glauca var. cordifolia. Na Grenlandii analogiczną warstwę, choć osiągającą aż do 3 m wysokości, tworzy odmiana brzozy omszonej – Betula pubescens var. pumila. Warstwę średnią budują najczęściej bażyna czarna z mącznicą alpejską Arctostaphylos alpina lub borówka bagienna z kasjopeą czworogroniastą. W miejscach suchszych występują murawy z turzycami Carex, Kobresia, dębikami Dryas, skalnicami Saxifraga i licznym udziałem porostów.

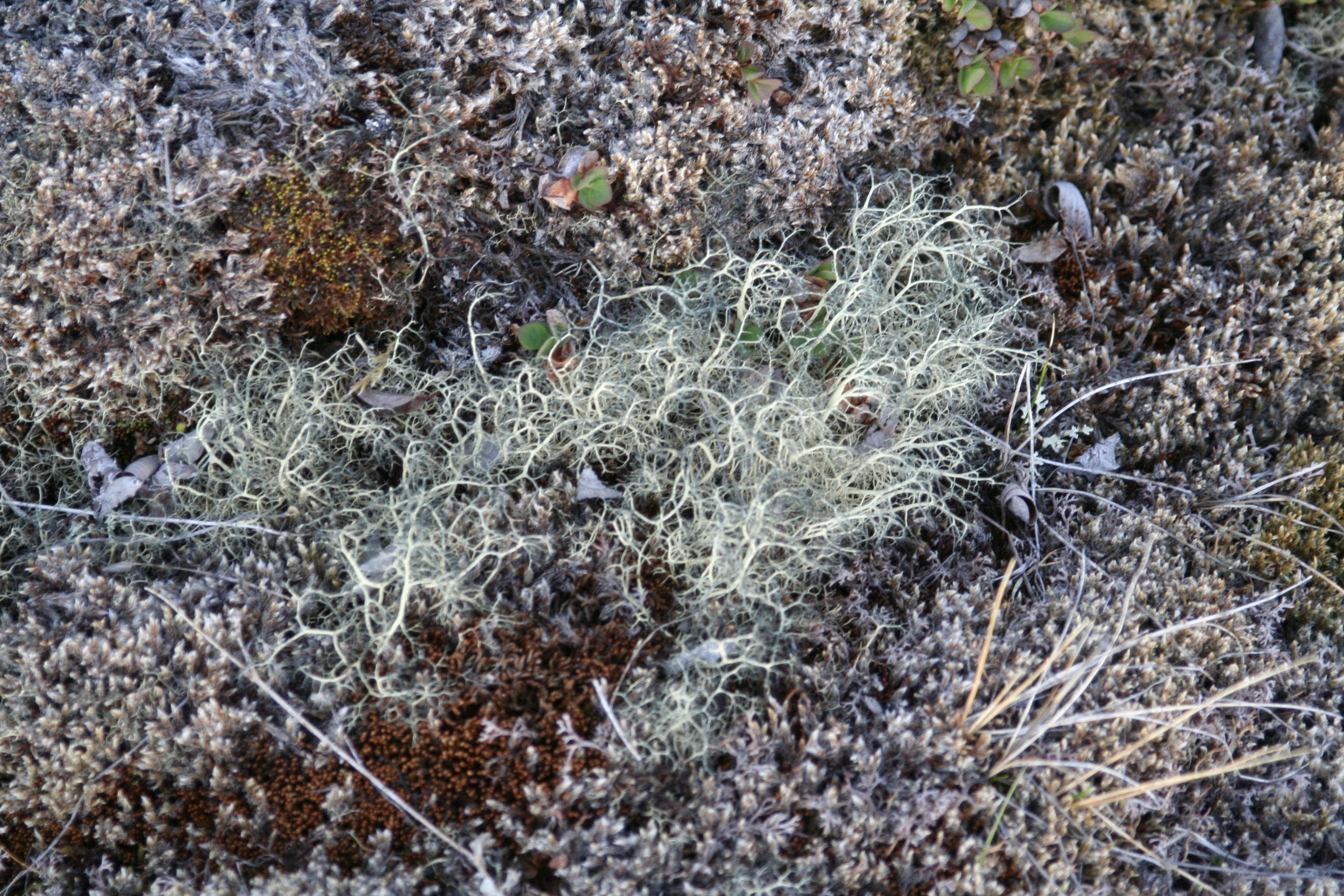
Tundra porostowa w Kanadzie

Tundra mszysto-porostowa wykształca się w północnej części strefy tundry właściwej i sąsiaduje z jeszcze dalej na północy występującymi pustyniami polarnymi. Tundra ta wykształca się jako zbiorowiska roślinności zdominowanej przez mchy w miejscach wilgotnych albo przez porosty w miejscach suchych, skalistych i piaszczystych. Skupienia porostów w obszarach pod wpływem klimatu oceanicznego zdominowane są przez chrobotki Cladonia, a w bardziej kontynentalnej tundrze środkowej Syberii przez żyłeczniki Alectoria, zwłaszcza przez żyłecznik halny Alectoria ochroleuca. W płatach roślinności mszystej w tundrze tej nie występują już torfowce Sphagnum. Kobierce mchów tworzą przedstawiciele głównie rodzajów próchniczek Aulacomnium, sierpowiec Drepanocladus, skalniczek Rhacomitrium i widłoząb Dicranum. Wśród mchów rosną takie gatunki roślin naczyniowych jak: malina moroszka Rubus chamaemorus, dębik ośmiopłatkowy Dryas octopetala, wiechlina arktyczna Poa arctica, rdest żyworodny Polygonum viviparum.
Torfowiska i inne tereny bagienne zajmują w strefie tundry ogromne powierzchnie z powodu jej silnego uwodnienienia, przy czym warstwa torfu jest zwykle dość płytka. Charakterystyczne dla obszaru tundry są torfowiska palsa płaskopagórkowe (plackowate, osiągające zwykle 0,5–0,7 m wysokości) i wielkopagórkowate (osiągające do 10 m wysokości), porozdzielane jeziorkami i moczarami. Torfowiska te pokrywają dwuwarstwowe zbiorowiska z roślinami naczyniowymi w górnej warstwie i mchami w dolnej. Dominują głównie rośliny turzycowate, takie jak Carex rotundata, C. rariflora, turzyca dzióbkowata C. rostrata i bagienna C. limosa, Eriophorum chamissonis. Pagóry torfowcowe często porastają także; malina moroszka, borówka bagienna, bażyna czarna, bagno zwyczajne i inne rośliny. Mniejsze powierzchnie zajmują torfowiska niskie, a w strefie lasotundry także torfowiska wysokie. Udział powierzchniowy mokradeł często przekracza 50% obszaru tundry, miejscami sięga nawet 90%.

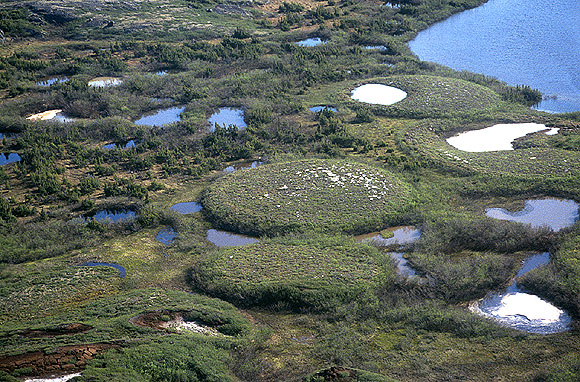
Pagórkowate torfowiska palsa
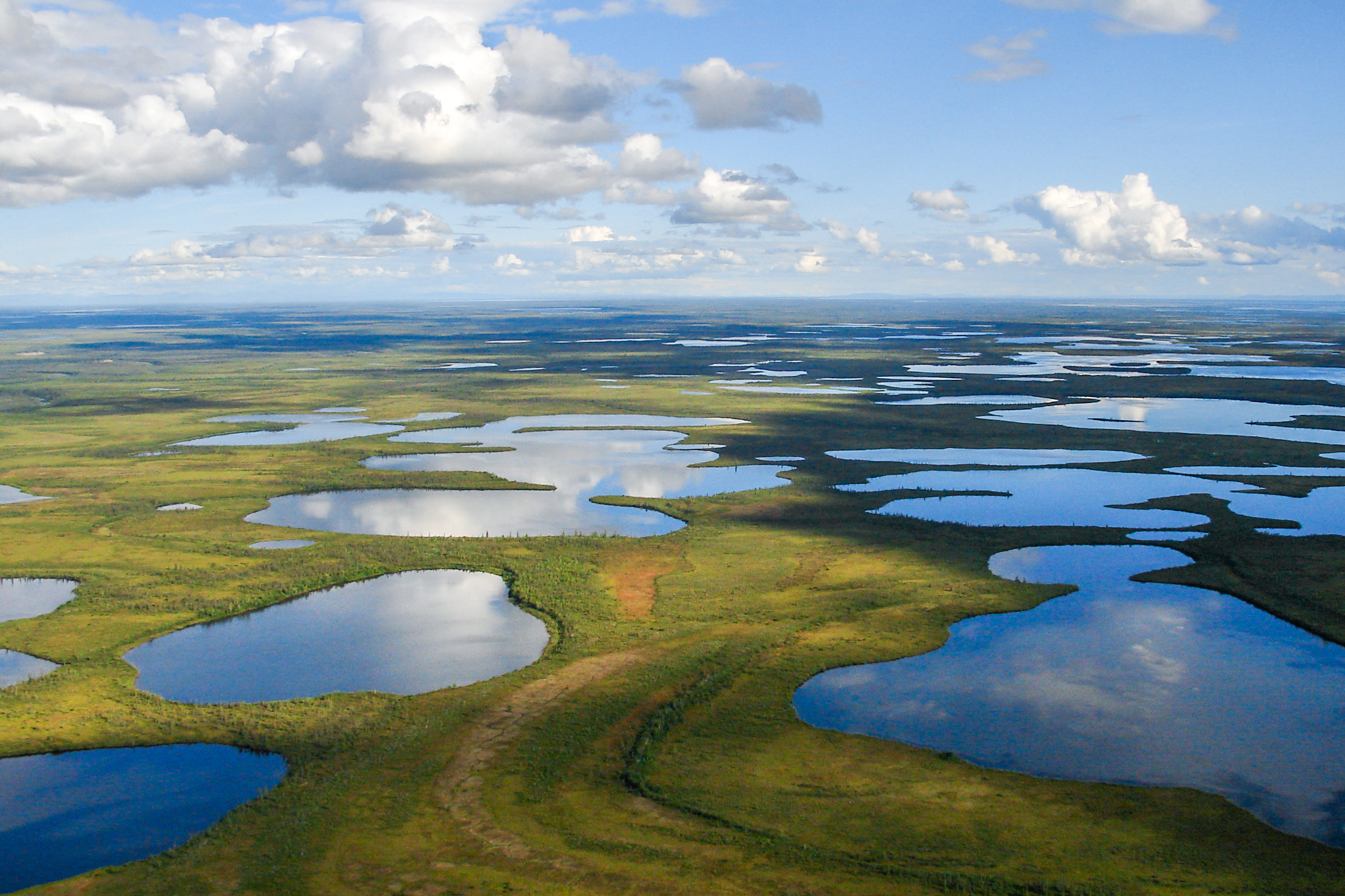
Mokradła w Parku Narodowym Vuntut na Alasce
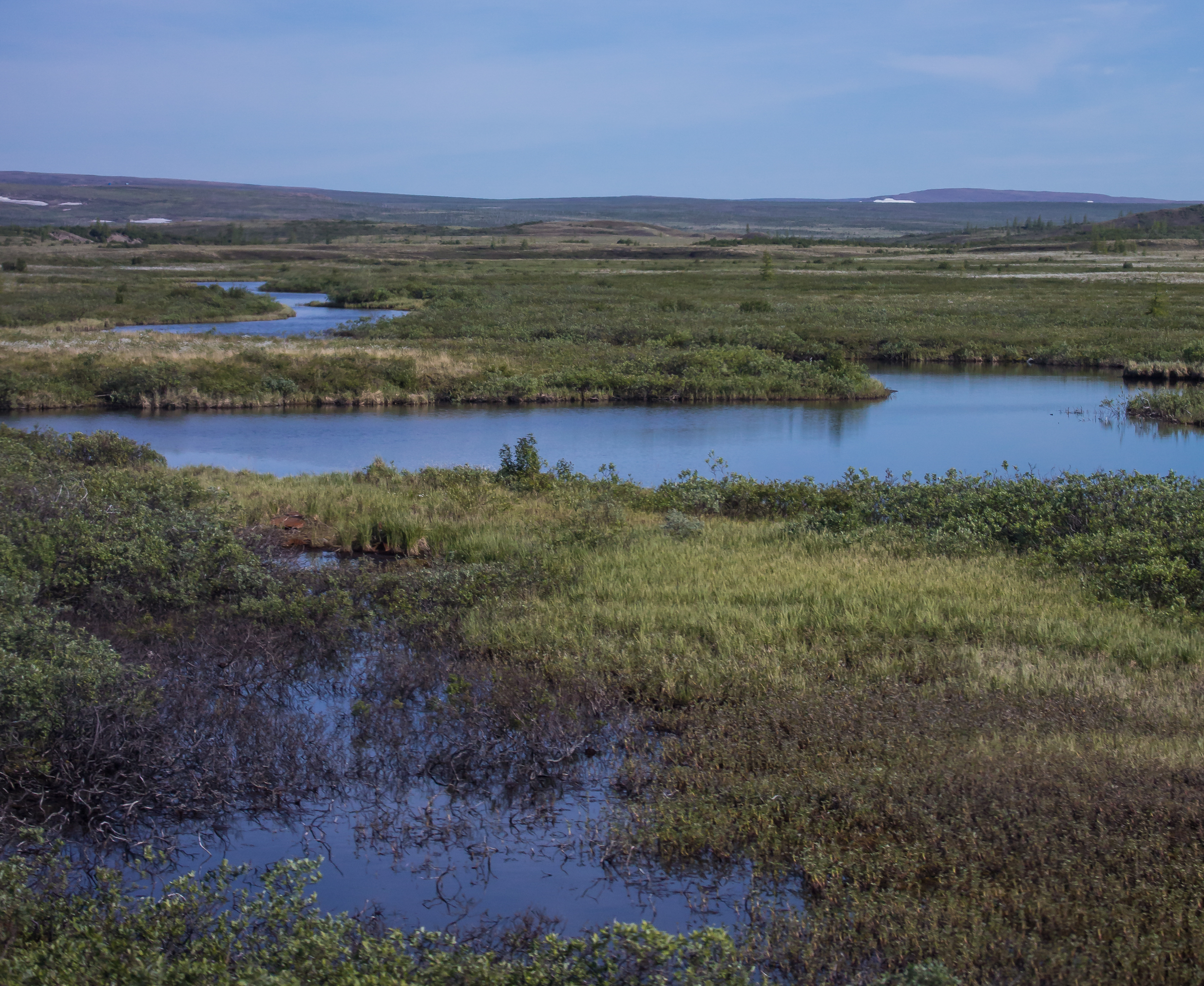
Mokradła na Półwyspie Tajmyr

### Tundra arktyczna

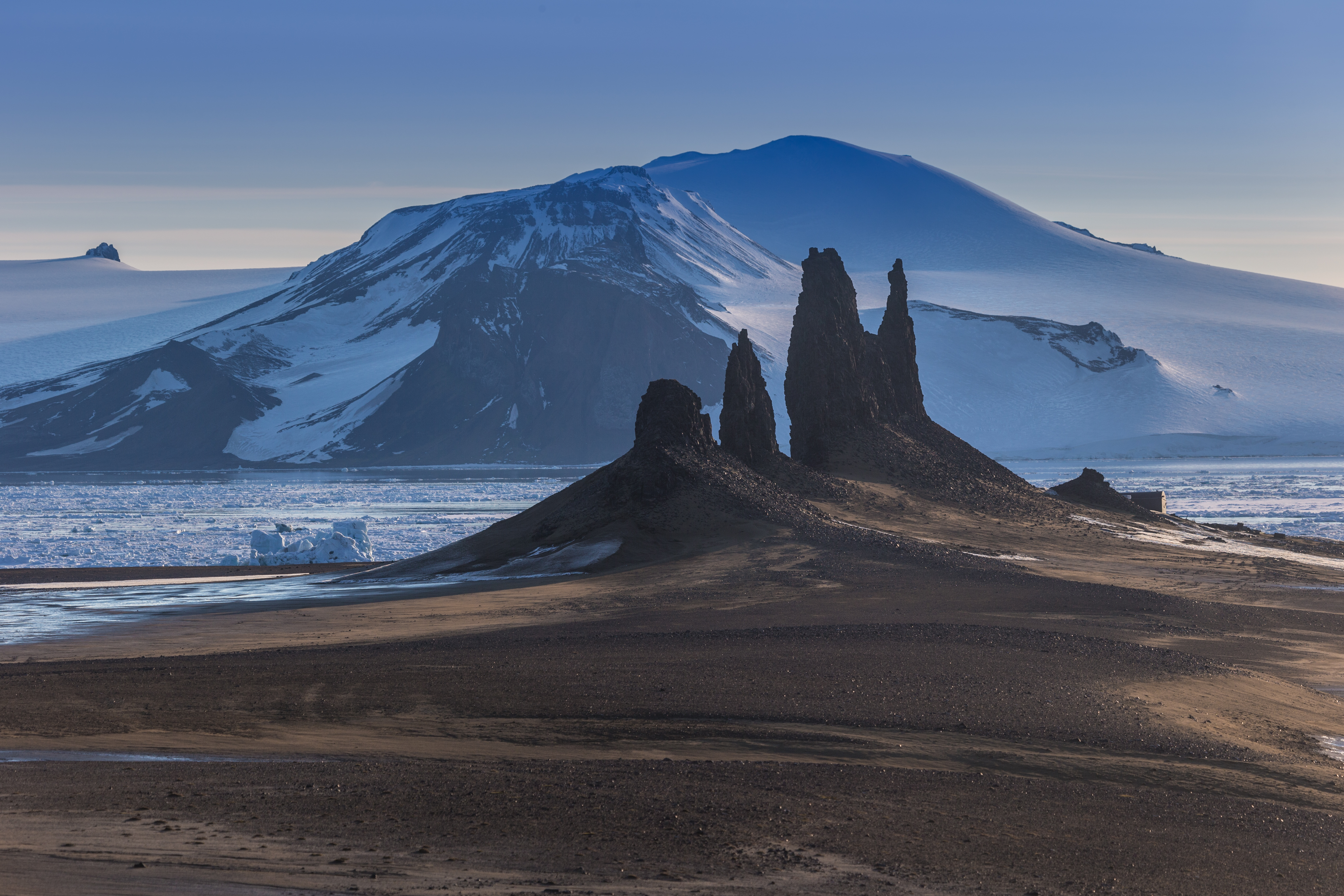
Pustynia polarna na Ziemi Franciszka Józefa

Tundra arktyczna, zwana jest też pustynią polarną lub chłodną, kształtuje się pod wpływem surowego klimatu polarnego i w efekcie cechuje się skrajnie skąpą roślinnością. Długotrwałe mrozy i bardzo małe opady powodują, że utrzymują się tylko porosty, drobne skupienia mchów i bardzo nieliczne gatunki roślin naczyniowych. Świat żywy reprezentują głównie morskie ptaki i ssaki. Pustynie te występują pomiędzy obszarami przykrytymi przez lodowce i strefą tundry właściwej (tzw. strefa peryglacjalna).

## Klasyfikacja WWF
Tundra dzielona jest przez World Wide Fund for Nature (WWF) na następujące ekoregiony:
w Europie i Azji: 
- Pustynia arktyczna (Arctic desert)
- Tundra Beringa (Bering tundra)
- Górska tundra Czerskijo-Kołymska (Cherskii-Kolyma mountain tundra)
- Tundra Półwyspu Czukockiego (Chukchi Peninsula tundra)
  - Tundra przybrzeżna Półwyspu Czukockiego (Chukhote coastal tundra)*
- Górska i leśna tundra Kamczatki (Kamchatka Mountain tundra and forest tundra)
- Tundra Półwyspu Kolskiego (Kola Peninsula tundra)
- Nadbrzeżna tundra północno-wschodniej Syberii (Northeast Siberian coastal tundra)
- Tundra północnorosyjsko-nowoziemska (Northwest Russian-Novaya Zemlya tundra)
- Pustynia arktyczna Wysp Nowosyberyjskich (Novosibirsk Islands arctic desert)
- Skandynawskie górskie lasy brzozowe i łąki (Scandinavian Montane Birch forest and grasslands)
  - Fińsko-Skandynawska tundra górska i tajga (Fenno-Scandia alpine tundra and taiga)*
- Tundra tajmyrsko-środkowosyberyjska (Taimyr-Central Siberian tundra)
  - Tundra przybrzeżna tajmyrsko-rosyjska (Taimyr and Russian coastal tundra)*
- Tundra zabajkalska (Trans-Baikal Bald Mountain tundra)
- Arktyczna pustynia Wyspy Wrangla (Wrangel Island arctic desert)
- Tundra Jamalsko-Gydańska (Yamal-Gydan tundra)

w Ameryce Północnej:
- Tundra Alaski i Gór Św. Eliasza (Alaska-St. Elias Range tundra)
- Tundra Wysp Aleuckich (Aleutian Islands tundra)
- Arktyczna tundra przybrzeżna (Arctic coastal tundra)
  - Nadbrzeżna tundra północnych zboczy Alaski (Alaskan North Slope coastal tundra)*
- Arktyczna tundra podgórska (Arctic foothills tundra)
- Nadbrzeżna tundra Ziemi Baffina (Baffin coastal tundra)
- Nizinna tundra Beringii (Beringia lowland tundra)
- Wyżynna tundra Beringii (Beringia upland tundra)
- Tundra Gór Brooksa (Brooks-British Range tundra)
- Tundra Wyżyny Davisa (Davis Highlands tundra)
- Tundra górnoarktyczna (High Arctic tundra)
- Tundra górska interioru Jukońsko-Alaskiego (Interior Yukon-Alaska alpine tundra)
- Tundra górnoarktyczna Grenlandii (Kalaallit Nunaat high arctic tundra)
- Tundra dolnoarktyczna Grenlandii (Kalaallit Nunaat low arctic tundra)
- Tundra dolnoarktyczna (Low Arctic tundra)
  - Tundra dolnoarktyczna Kanady (Canadian Low Arctic tundra)*
- Tundra środkowoarktyczna (Middle Arctic tundra)
- Tundra górska Gór Ogilvie i MacKenzie (Ogilvie-MacKenzie alpine tundra)
- Tundra i pola lodowe Gór Nadbrzeżnych (Pacific Coastal Mountain icefields and tundra)
- Tundra Gór Torngat (Torngat Mountain tundra)

na półkuli południowej (tundra subantarktyczna):
- Antarktyczna tundra Ziemi Królowej Marii (Marielandia Antarctic tundra)
- Antarktyczna pustynia polarna Ziemi Królowej Maud (Maudlandia Antarctic desert)
- Tundra wysp Morza Scotia (Scotia Sea Islands tundra)
- Tundra wysp południowego Oceanu Indyjskiego (Southern Indian Ocean Islands tundra)
- Tundra subantarktycznych Wysp Antypodów (Antipodes Subantrarctic Islands tundra)

Gwiazdką za nazwą oznaczono ekoregiony należące do najistotniejszych dla ochrony różnorodności biologicznej w ramach projektu Global 200.

## Historia
Położenie strefy tundry w zasięgu polarnych mas lodowych sprawiło, że zapis dawnych zmian środowiska w osadach został na tym obszarze w znacznym stopniu wielokrotnie zatarty przez erozję lodowcową w okresach zlodowaceń. W okresie czwartorzędu (od ok. 2,5 miliona lat temu) zarejestrowano około 20 cykli zlodowaceń i występujących przemiennie z nimi interglacjałów. W okresach ciepłych zasięg roślinności leśnej sięgał dalej na północ ograniczając zasięg tundry. Przykładowo w północno-wschodniej Syberii w czasie okresu ciepłego poprzedzającego ostatnie zlodowacenie Wisły (północnopolskie, na Syberii zwane zyriańskim) zasięg lasów z modrzewiem dahurskim i brzozą Ermana sięgał 600 km dalej na północny zachód niż obecnie. W okresach zlodowaceń występowanie tundry przesuwało się z kolei na południe. 
Współczesne ziemie polskie roślinność tundrowa pokrywała po raz ostatni w schyłkowym okresie najmłodszego zlodowacenia – w późnym glacjale. Na podstawie analiz palinologicznych wiadomo, że przed 14–13 tys. lat dominowały w krajobrazie roślinnym gatunki z rodzin turzycowatych i wiechlinowatych, oraz inne typowe dla tundry jak: dębik ośmiopłatkowy Dryas octopetala, brzoza karłowata Betula nana, wierzba zielna Salix herbacea i polarna S. polaris. Duży udział miały wówczas także zarośla z jałowcem pospolitym Juniperus communis i rokitnikiem zwyczajnym Hippophae rhamnoides oraz rośliny stepowe. Przez kilka kolejnych tysięcy lat w okresach cieplejszych wkraczały drzewa (brzozy, sosny, osiki i modrzew) tworząc lasotundrę z zaroślami jałowca, z zachowującymi duży udział na obszarach podmokłych zbiorowiskami typowymi dla tundry krzewinkowej i mszystej. Szybkie ustąpienie roślinności tundrowej nastąpiło po gwałtownym ociepleniu około 10 tys. lat temu, skutkującym pokryciem obszaru roślinnością leśną, w tym z rosnącym udziałem gatunków liściastych wracających z refugiów położonych dalej na południu.
Pozostałością po obecności tundry na ziemiach polskich są liczne relikty glacjalne we florze wysokogórskiej, którym przetrwanie umożliwiły surowe warunki. Do grupy tej należą takie gatunki jak na przykład: wierzba zielna Salix herbacea i żyłkowana Salix reticulata, szczawiór alpejski Oxyria digyna, fiołek dwukwiatowy Viola biflora. Na niżu relikty flory okresu glacjalnego zachowały się na siedliskach oligotroficznych, głównie na torfowiskach, i należą do nich na przykład: malina moroszka Rubus chamaemorus, gwiazdnica grubolistna Stellaria crassifolia, wełnianeczka alpejska Trichophorum alpinum, bażyna czarna Empetrum nigrum, zimoziół północny Linnaea borealis.